# Konami X-Men Based Hardware
Konami X-Men Based Hardware es una placa de arcade creada por Konami destinada a los salones arcade.

## Descripción
El Konami X-Men Based Hardware fue lanzada por Konami en 1998.
Posee un procesador 053248 o un 68000 dependiendo del título.
En esta placa funcionaron 4 títulos.

## Especificaciones técnicas

### Procesador
- 053248 o un 68000

### Video
- 052109 051962 053247 053246 053251

## Lista de videojuegos
- Escape Kids
- The Simpsons
- Vendetta / Crime Fighters 2
- X-Men